# Idiotes
Idiotes (altgriechisch: ἰδιώτης; Plural: ἰδιῶται) war im antiken Griechenland eine – primär nicht wertende – Bezeichnung für einen Privatmann, zur Zeit des Hellenismus im militärischen Bereich auch für einen einfachen Soldaten.
Als Idiotes bezeichnete man in der attischen Demokratie eine Person, die weder ein öffentliches Amt innehatte, noch sich am politischen Leben beteiligte, sondern primär für sich und ihren eigenen Hausstand lebte und wirtschaftete.
Im militärischen Bereich wurde der Begriff von griechischen Historikern auch auf Personen bezogen, die als einfache Soldaten keine Befehlsgewalt hatten. Im ptolemäischen Ägypten wurde der Begriff offiziell genutzt und taucht in Mannschaftslisten der Armee als Bezeichnung für die einfachen Soldaten auf.

## Bedeutungswandel der Wortwurzel in neuerer Zeit
Aus dem Begriff bildete sich Anfang des 19. Jahrhunderts der medizinisch-psychiatrische Fachbegriff der Idiotie zur Bezeichnung für (mental) „abgesonderte“ Menschen bzw. „Sonderlinge“ (zwecks fachlicher Unterscheidung von beispielsweise Demenzkranken und in dieser Bedeutung auch in Dostojewskis Roman Der Idiot verwendet). Nachdem die griechischen Wortwurzeln vieler Fachtermini heutigen Menschen nicht mehr geläufig sind und auch weil umgangssprachlich das Wort Idiot zunehmend als Schimpfwort verwendet und verstanden wurde, kamen hierfür im 20. Jahrhundert Ersatzbegriffe auf, wie Schwachsinn (was bis zum Ende des Jahres 2020 auch in § 20 des deutschen Strafgesetzbuches verwendet wurde) und – derzeit bevorzugt – „geistige Behinderung“.